# Oh! Great

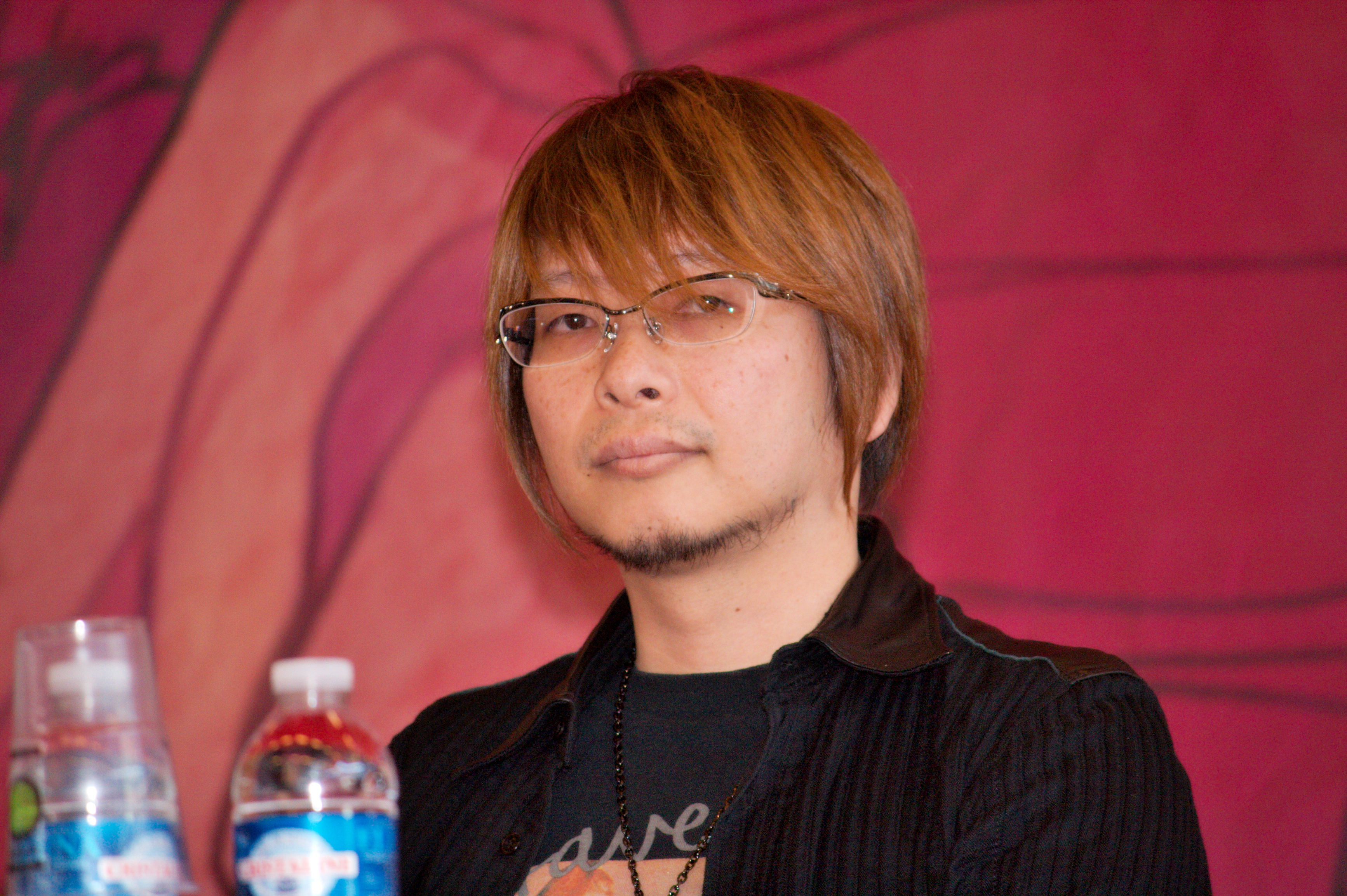
Oh! Great.

Oh! Great, född 22 februari 1972 i Hyuga, Japan, är en pseudonym för mangakan Ito Ōgure, och mest känd för serierna Tenjou Tenge och Air Gear. Han gick ut universitet och fick anställning på ett företag. För att betala av en pachinkoskuld började han tjäna extra pengar på att teckna manga, och en av hans serier vann en tävling i tidningen Core Magazine. Han kom sedan att teckna hentaiserier som September Kiss (1995), Engie Room och Naked Star för tidningen Manga Hot Milk. Idag har han lämnat hentaigenren och tecknar istället serier som  Burn-up W, Himiko-chan, Tenjou Tenge och Air Gear.